# Yasin Ozay
Pour les articles homonymes, voir Ozay.
Yasin Ozay (né le 2 mai 1994 à Sarreguemines) est un lutteur gréco-romain français.

## Carrière
Il remporte le titre des moins de 67 kg lors des Jeux méditerranéens de 2018.
Dans la précédente catégorie des moins de 55 kg, il avait obtenu le palmarès suivant :
- 2014 : Championnats du monde (Junior) : 3e
- 2014 : Championnats d'Europe (Junior) : 2e
- 2014 : Championnats de France (Senior) : 1er
- 2013 : Championnats de France (Senior) : 1er
- 2012 : Championnats d'Europe (Junior) : 3e
- 2012 : Championnats de France (Senior) : 1er